# James R. Thompson Center
Pour l'homme politique et gouverneur de l'Illinois voir James R. Thompson
Le James R. Thompson Center (connu sous l'acronyme « JRTC » ;  appelé « State of Illinois Center » de 1985 à 1993) est un bâtiment gouvernemental de style postmoderne situé au 100 West Randolph Street dans le secteur communautaire du Loop à Chicago, dans l'État de l'Illinois, aux États-Unis. D'une hauteur de 94 mètres, le bâtiment fut conçu en 1985 par l'architecte allemand Helmut Jahn, pour abriter des bureaux pour les employés du gouvernement de l'Illinois.
Il occupe la totalité de l'espace délimité par Randolph Street, Lake Street, Clark Street et LaSalle Street. Le James R. Thompson Center se trouve à proximité immédiate de plusieurs lieux d'importance dont l'hôtel de ville de Chicago au sud (le siège officiel du gouvernement de Chicago) et le Richard J. Daley Center au sud-est (un bâtiment abritant des bureaux pour les employés du comté de Cook et de l'administration municipale). La sculpture monumentale connue sous le nom de Monument à la bête debout, réalisée en 1984 par l'artiste français Jean Dubuffet, est située à l'angle sud-est du bâtiment (au croisement de Randolph Street et Clark Street).
Le James R. Thompson Center est également un important nœud de correspondance du métro de Chicago (‘L’) puisque six lignes (bleue, verte, brune, rose, mauve et orange) s'y croisent à la station Clark/Lake.

## Description
Selon le plan initial, le James R. Thompson Center devait être construit sur le site du Sherman House Hotel exploité par Ernie Byfield. Le projet fut cependant abandonné. L'hôtel ferma ses portes en 1973 et fut démoli en 1980. Inauguré en mai 1985 au 100 West Randolph Street sous le nom de « State of Illinois Center », le bâtiment abrite une partie des bureaux du gouvernement de l'État de l'Illinois. En 1993, le bâtiment est renommé en l'honneur de l'ancien gouverneur de l'Illinois James R. Thompson. Le bâtiment est parfois aussi désigné sous le nom de « State Building ». Beaucoup de gouverneurs originaires de Chicago ont accompli la majeure partie de leur fonction au James R. Thompson Center plutôt que dans leur bureau du gouverneur au Capitole de l'État de l'Illinois à Springfield.
Le bâtiment abrite également plus de 150 des 600 œuvres de l'État collectées dans le cadre du programme Percent for Art (la disposition légale dite du « 1 % artistique » ; il s'agit de la création d’œuvres d’artistes-plasticiens contemporains associés à la création architecturale publique). Dans le cadre de ce programme, 0,5 % de l'argent destiné à la construction de bâtiments publics financés par l'État est utilisé pour l'achat d'œuvres d'art.
En 2022, les bureaux du gouvernement de l'État de l'Illinois ont été transférés non loin de là dans des quartiers périphériques moins coûteux. La même année l'entreprise américaine Google a acheté le bâtiment à l'État et prévoit de déménager d'ici 2026 après seulement deux ans d'occupation et 280 millions de dollars de rénovations.

## Architecture

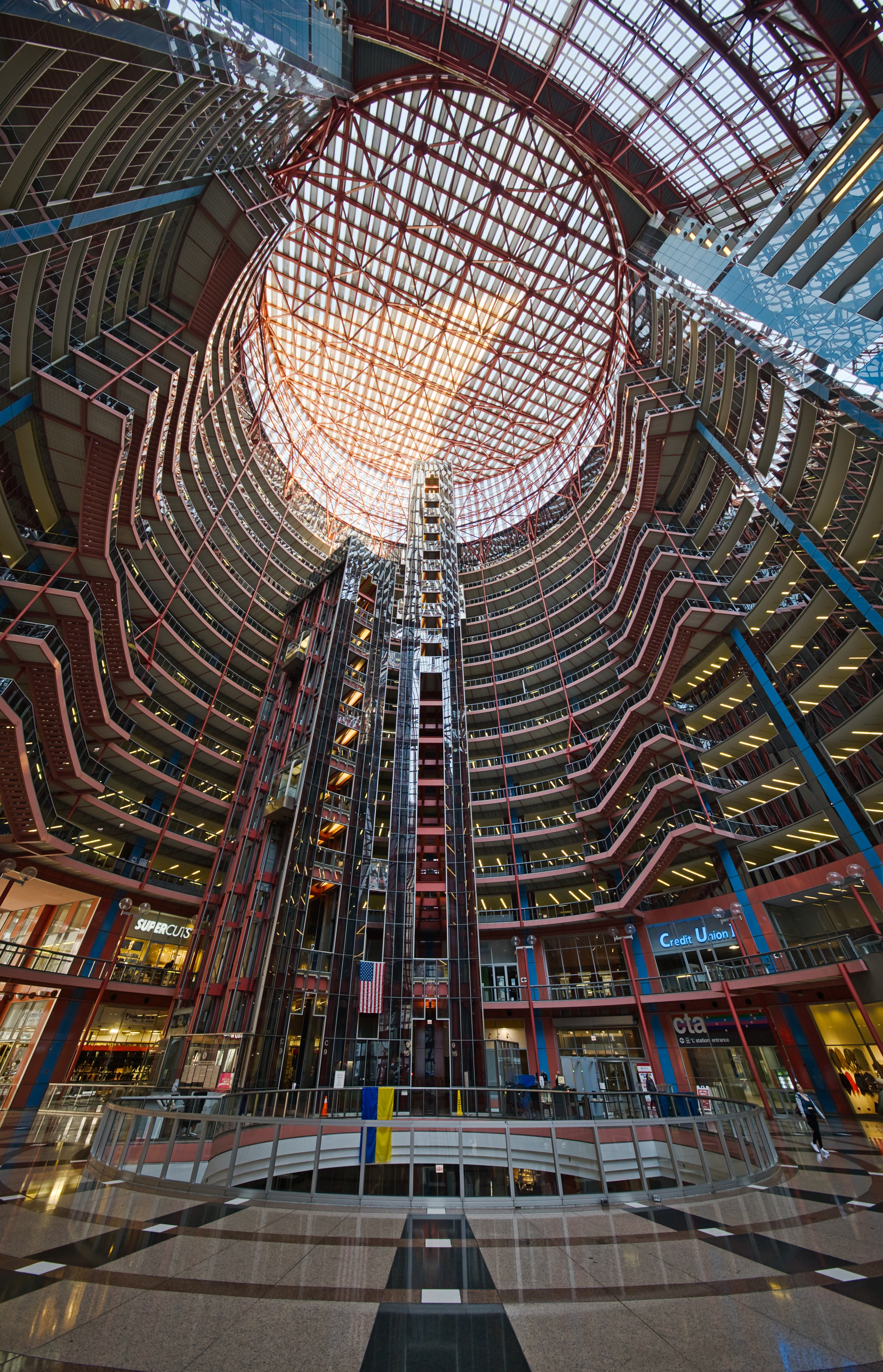
Vue sur la verrière du plafond du bâtiment depuis le premier étage.

D'une hauteur de 94 mètres et comprenant 17 étages, le James R. Thompson Center (JRTC) a été conçu par l'architecte allemand Helmut Jahn de l'agence Murphy/Jahn aujourd'hui appelée JAHN Architects. Le bâtiment s'est exposé à des critiques mitigées de la part de certains journalistes et critiques d'architecture, allant de « scandaleux » à « merveilleux ». Tout l'extérieur de l'édifice est fait de verre. Le style architectural postmoderne donné par l'ensemble produit un effet saisissant, surtout depuis le Richard J. Daley Center situé à proximité.
La forme inhabituelle de cet immeuble de bureaux d'État est une fusion d'images : celles traditionnelles des palais de justice et des capitoles classiques, ainsi que les images contemporaines des bâtiments gouvernementaux qui semblent accessibles et accueillants. La façade arrondie et l'immense espace public à l'intérieur (un atrium circulaire avec une verrière s'élevant sur toute la hauteur du bâtiment et traversant le toit) visent à rappeler les formes et à incarner la monumentalité des rotondes et des dômes traditionnels. De plus, la section verticale de la façade au-dessus des portes d'entrée, vitrée en verre clair légèrement bleuté, crée un espace destiné à attirer l'attention sur l'entrée et à accueillir les visiteurs à l'intérieur.

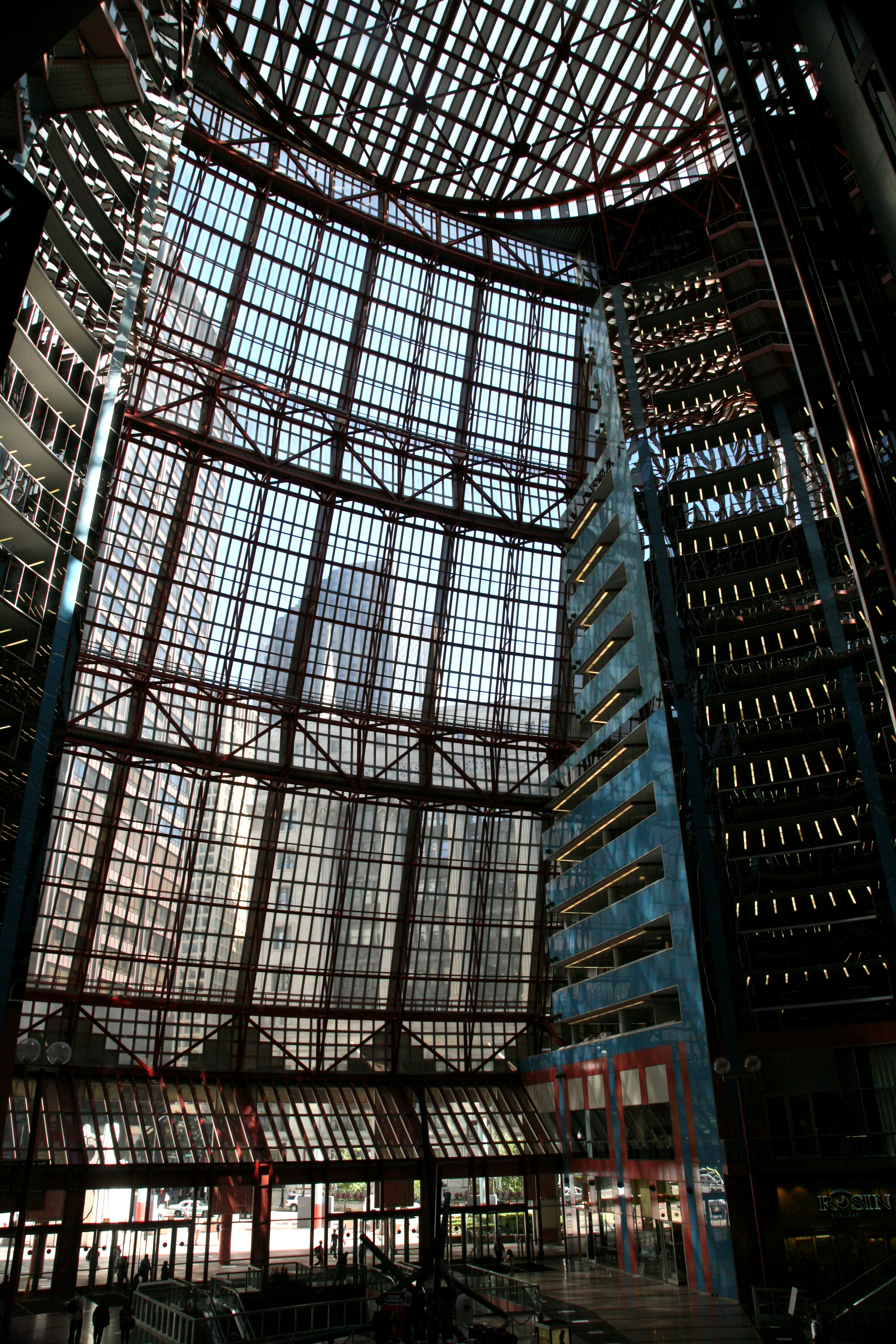
La gigantesque verrière de l'entrée du JRTC vue depuis l'intérieur du bâtiment.

La couleur rouge des piliers au niveau de la rue a été comparée par certains critiques à celle d'une « soupe de tomate ». Les courbes et les pentes extérieures entièrement vitrées de 17 étages font face à une place située à l'angle sud-est de la propriété. La conception regarde simultanément vers l'avant avec la tectonique architecturale avancée (de l'époque) et vers l'arrière pour retrouver la grandeur des grands espaces publics. Les visiteurs de l'intérieur du bâtiment peuvent voir les 17 étages superposés à mi-chemin autour de l'immense atrium éclairé par la lumière naturelle qui émane du plafond en verre du bâtiment. Les bureaux ouverts à chaque étage sont censés véhiculer le message d'un « gouvernement ouvert en action ».
À l'origine, la conception prévoyait des panneaux de verre courbés et isolés (à double vitrage), mais ceux-ci se sont avérés trop coûteux. Un verre plat et isolé avait été suggéré, mais a été rejeté par Jahn. Des panneaux de verre incurvés à simple vitrage (non isolés) ont finalement été utilisés, ce qui a entraîné la nécessité d'un système de climatisation plus coûteux à exploiter et s'avère insuffisant les jours de fortes chaleurs ; les températures internes ont atteint jusqu'à 90 °F (32 °C). Le bâtiment est également particulièrement froid en hiver ; au cours de ses premières années, de la glace s'est formée à l'intérieur de certains panneaux muraux. La grande mosaïque du sol en marbre de l'atrium présentait initialement des taches d'eau disgracieuses, un problème qui a depuis été résolu.

## Rachat du bâtiment
Dès qu'il prit ses fonctions en 2003, le 40e gouverneur de l'Illinois Rod Blagojevich proposa de vendre le bâtiment pour alléger le budget de l'État. La proposition fut fortement critiquée. Cependant, les législateurs ont d'abord accepté le plan, mais plus tard, une hypothèque de 200 millions de dollars US fut convenue à la place, payable sur une période de 10 ans. En juin 2004, le plan a été déclaré inconstitutionnel par la procureur général de l'Illinois Lisa Madigan. Le projet fut contraint d'être abandonné alors qu'il avait déjà coûté à l'État environ 532 000 dollars en frais juridiques.
En 2015, puis à nouveau en 2017, le 42e gouverneur de l'Illinois Bruce Rauner proposa également de vendre la propriété. En février 2017, un comité législatif chargé d'examiner sa demande a été annoncé par le président de la Chambre des représentants de l'Illinois Michael Madigan. Cependant, les législateurs ne parvinrent pas à s'entendre sur un plan dans un contexte d'impasse budgétaire de deux ans pour l'État, ce qui conduisit à un nouveau report du projet.
En 2019, le 43e gouverneur de l'Illinois Jay Robert Pritzker signa un projet de loi pour la mise en vente du bâtiment, avec un délai proposé de trois ans pour trouver un acheteur. Cette décision suscita de vives réactions de la part des conservateurs et des architectes préoccupés par l'avenir du bâtiment. En mars 2022, Pritzker annonça un accord pour vendre le bâtiment à la société JRTC Holdings LLC. L'État de l'Illinois devait recevoir un paiement initial de 70 millions de dollars pour l'achat de la propriété et conserverait toujours ses 425 000 pieds carrés (39 500 m2) d'espace de bureaux. À ce jour, la société JRTC Holdings possède 70 % du bâtiment tandis que l'État de l'Illinois possède les 30 % restants.

## Occupants
- Bureau de district de Chicago du gouverneur de l'Illinois (Suite 16-100) ;
- Cour des réclamations de l'Illinois (Suite 10-400)[21] ;
- Personnel républicain de l'Illinois House (Suite 16-700) ;
- Conseil scolaire de l'État de l'Illinois (Suite 14-300) ;
- Succursale de Chicago du procureur général de l'Illinois (étages 11 à 13) ;
- Bureau de Chicago du Département de la réglementation financière et professionnelle de l'Illinois (étages 5 et 9).

## Dans la culture populaire
Le James R. Thompson Center a été le lieu de tournage de plusieurs films et séries télévisées. Par exemple, on peut citer The Watcher réalisé par Joe Charbanic et sorti en 2000 ; on peut également apercevoir le bâtiment dans le film Un papa pour Noël (The Kid Who Loved Christmas) réalisé par Arthur Allan Seidelman et sorti en 1990 ; dans le film Deux Flics à Chicago (Running Scared) réalisé par Peter Hyams et sorti en 1986, le bâtiment y a été tourné ; il a également servi d'extérieur au Gotham Square Garden dans le film The Batman réalisé par Matt Reeves et sorti en 2022, bien que des plans intérieurs aient été filmés à l'O2 Arena de Londres.

## Galerie d'images

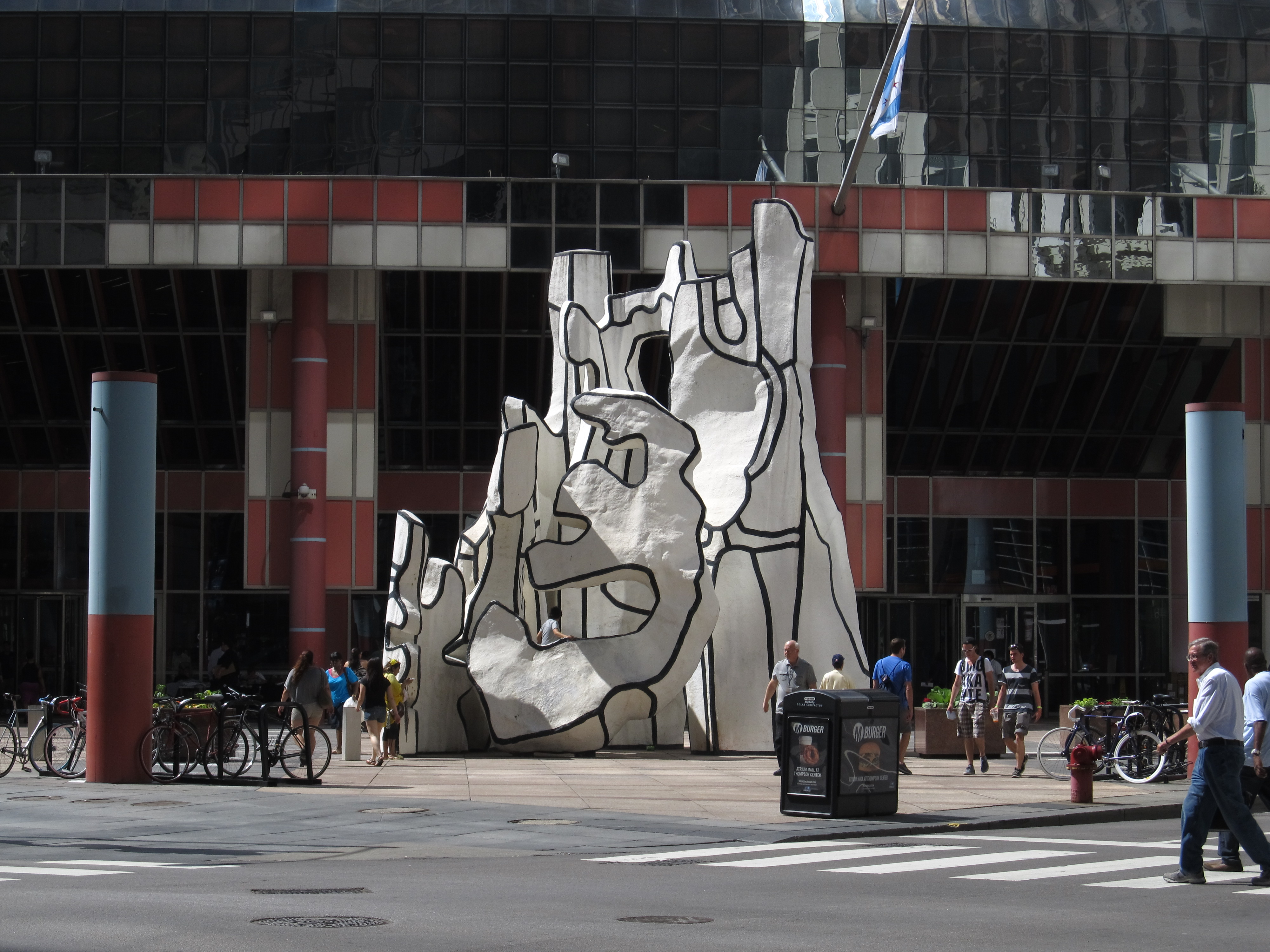
Le Monument à la bête debout à l'angle sud-est.
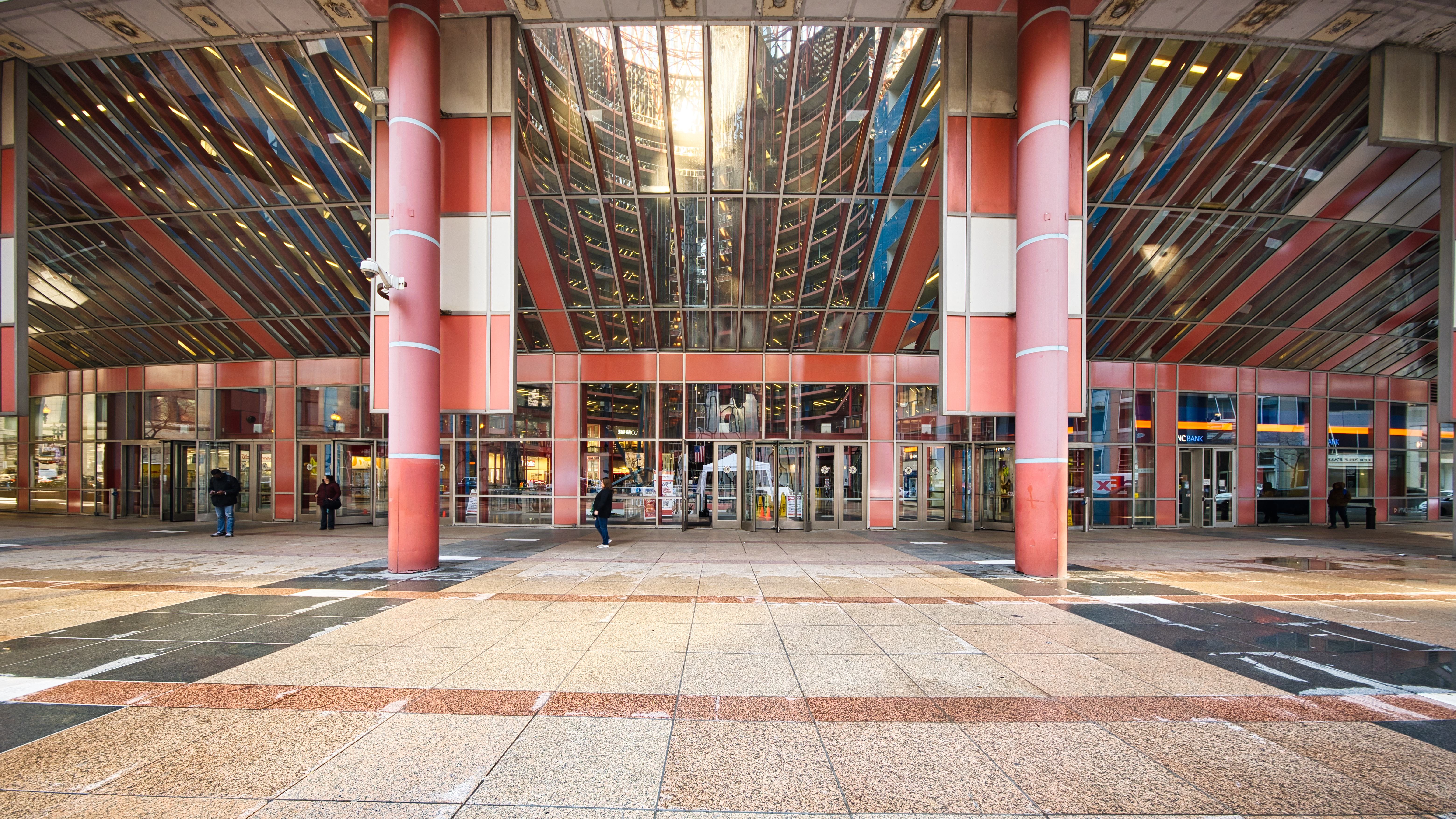
Entrée du bâtiment.
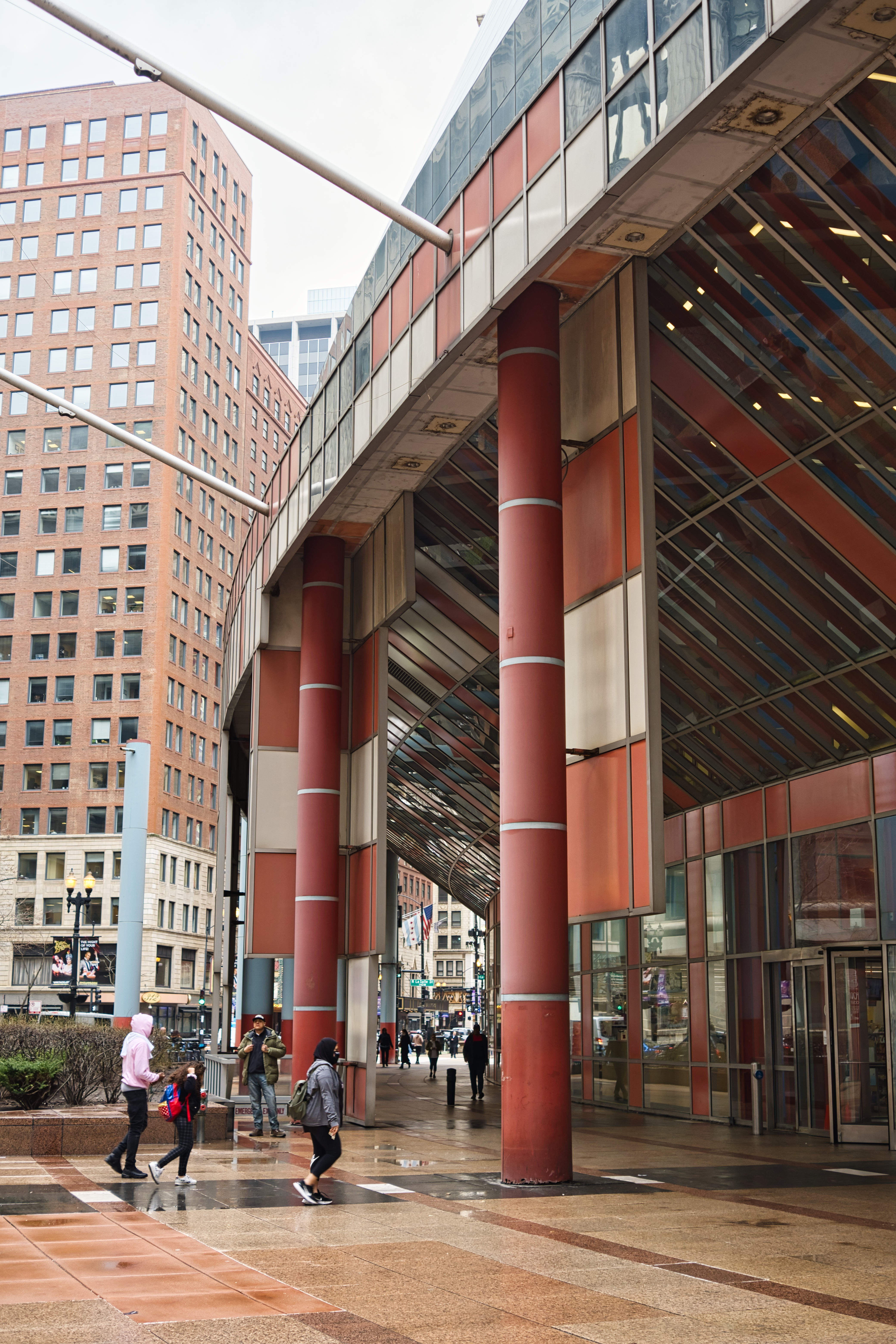
Piliers.
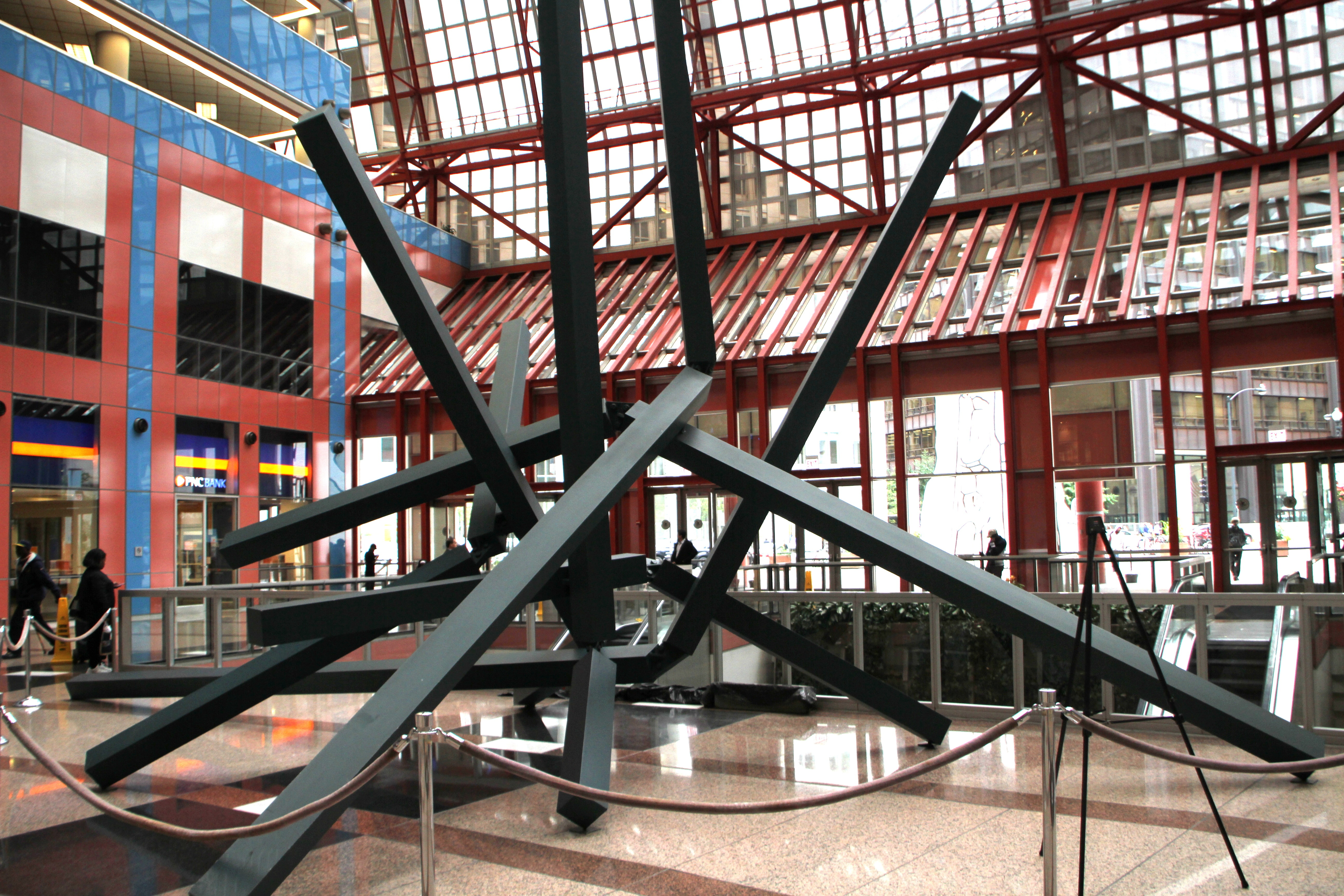
Sculpture dans l'entrée.
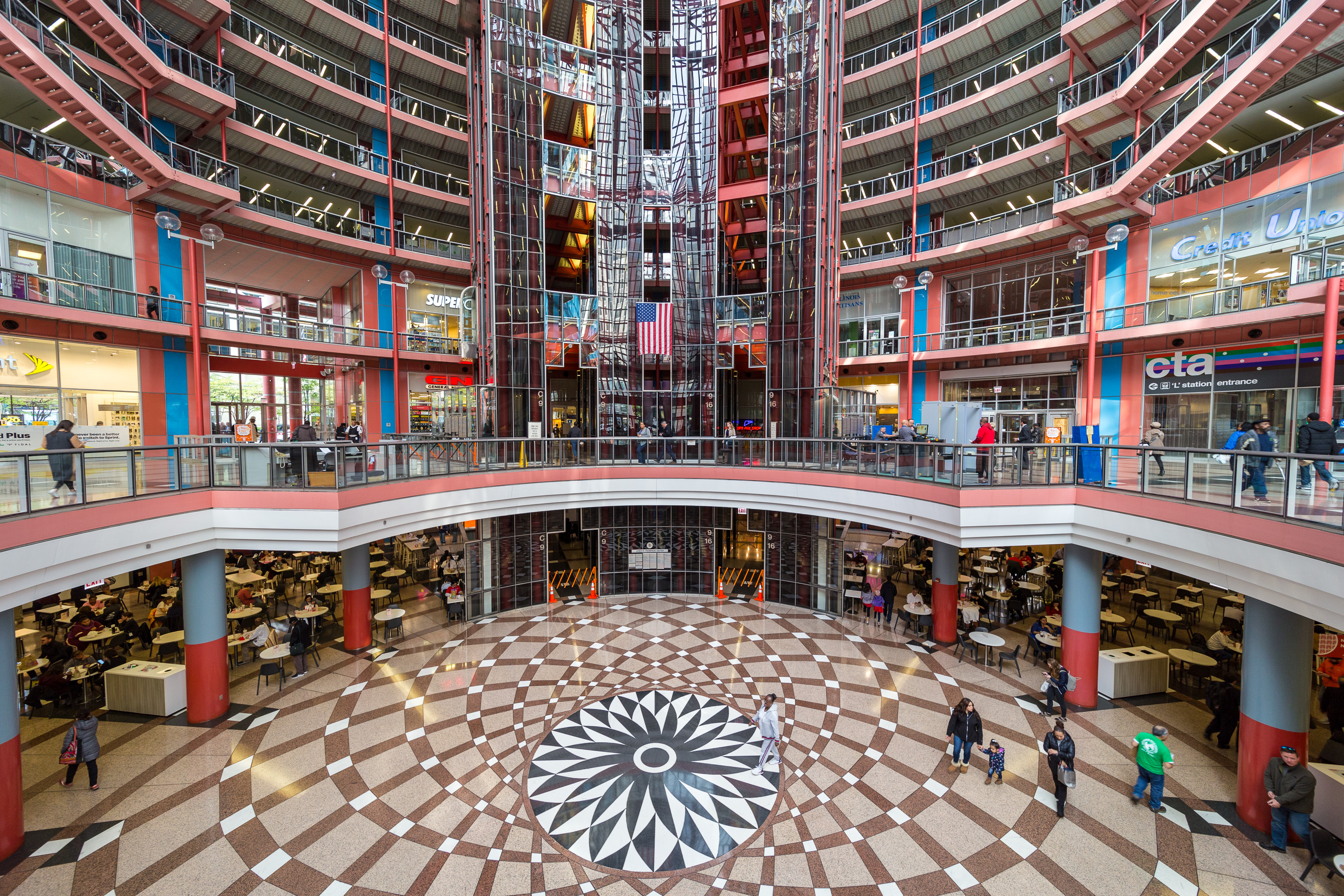
Vue sur l'atrium.
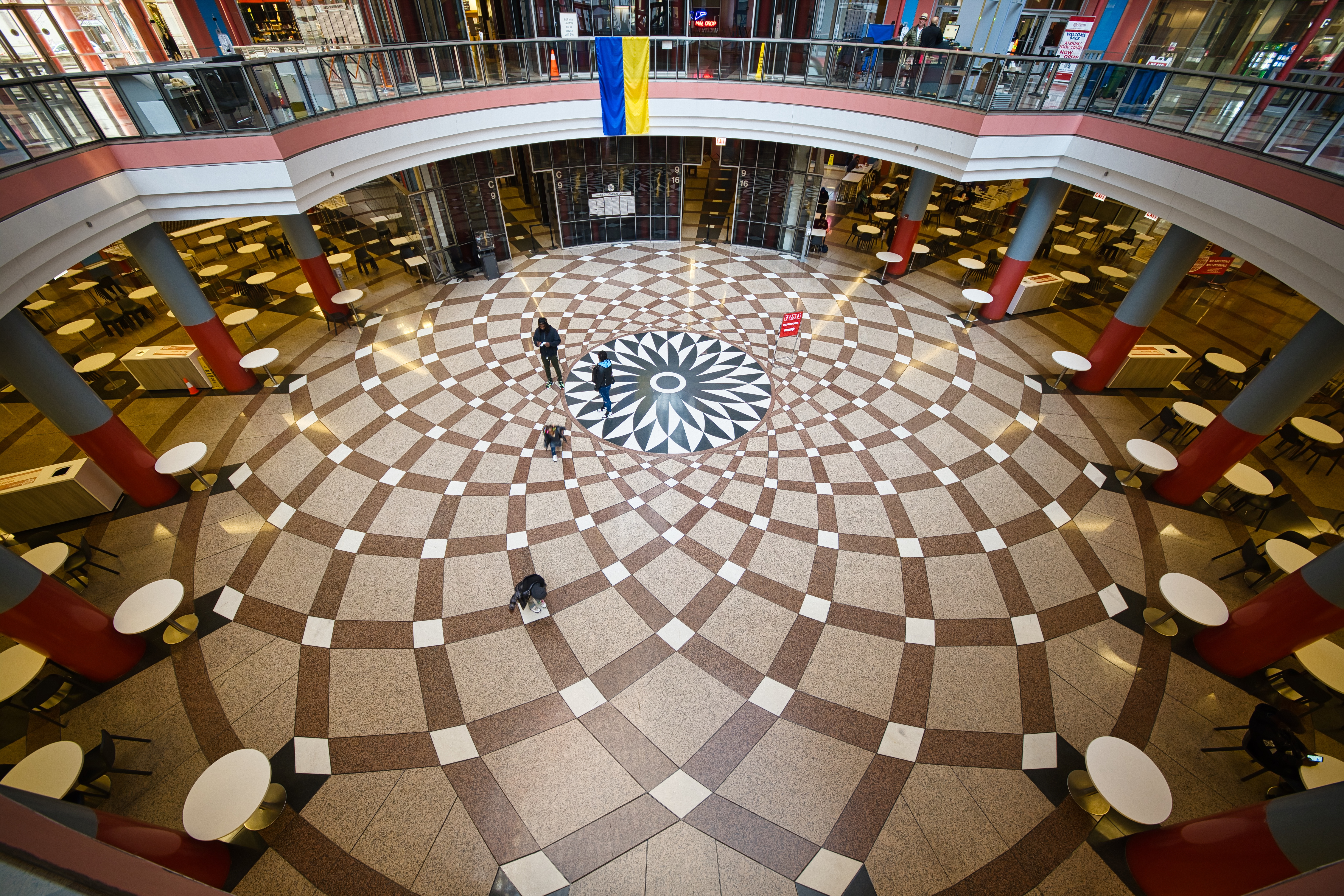
Le sol en marbre de l'atrium.
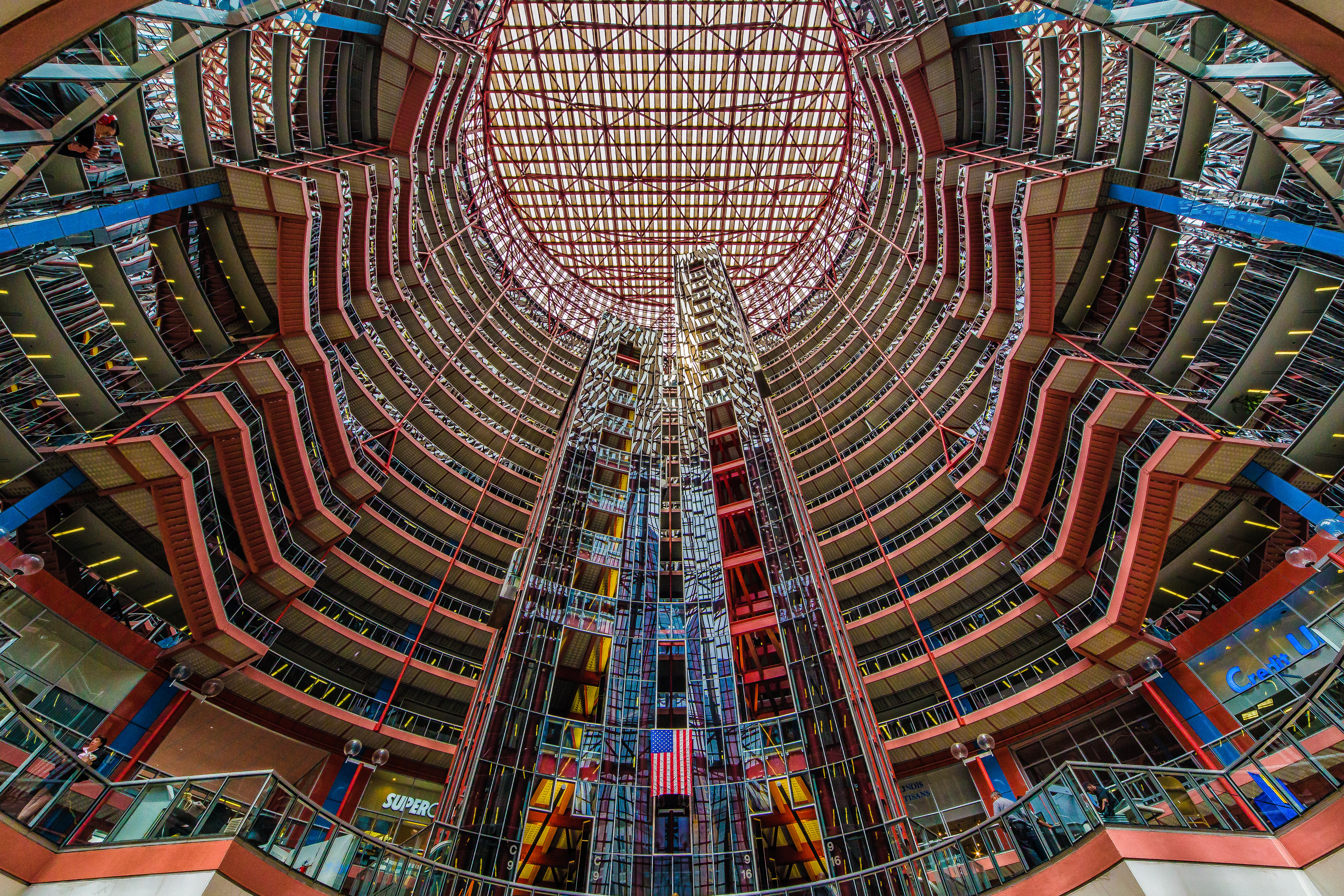
Vue sur le plafond en verre depuis l'atrium.
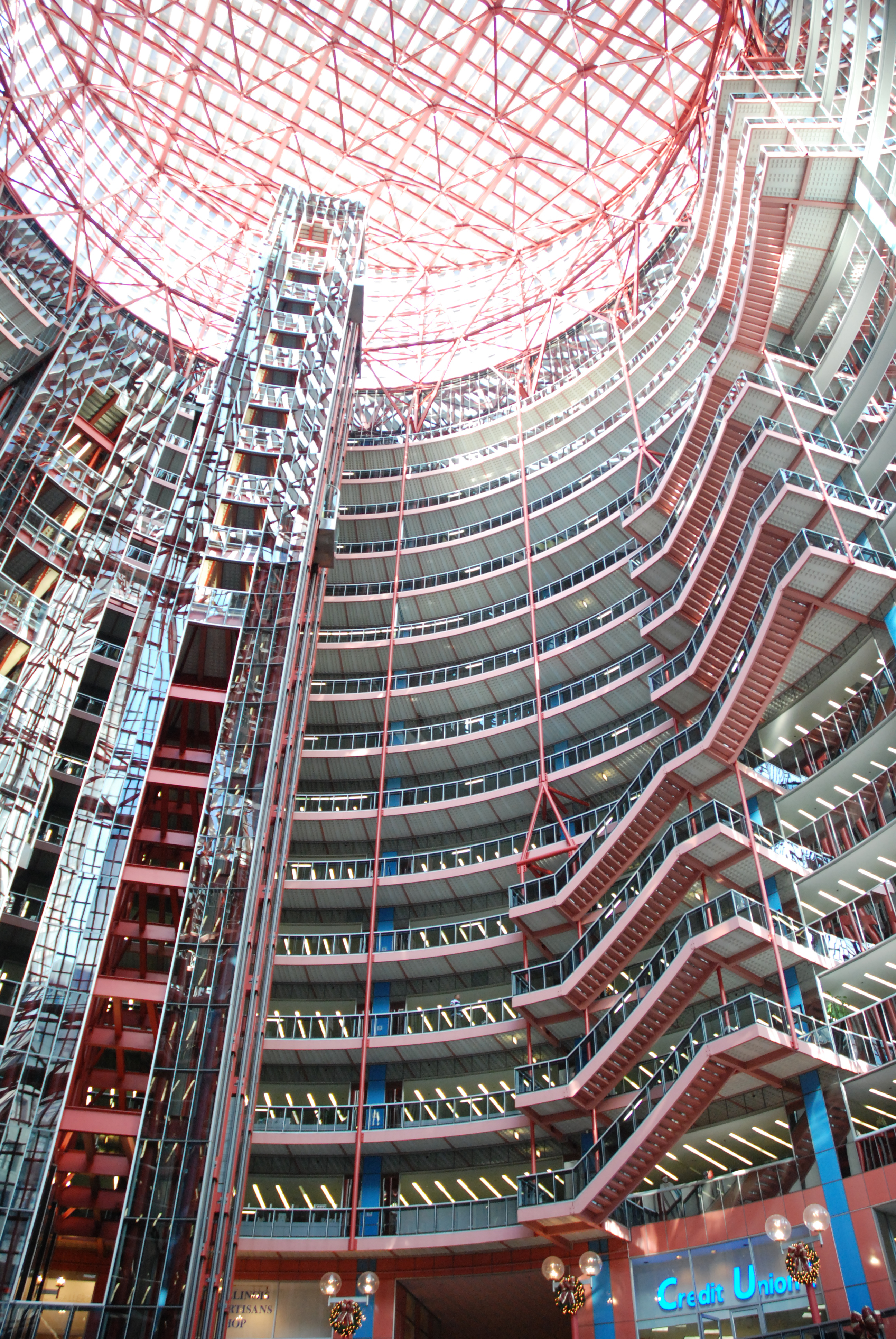
Escaliers.